# Katakumby Paryża

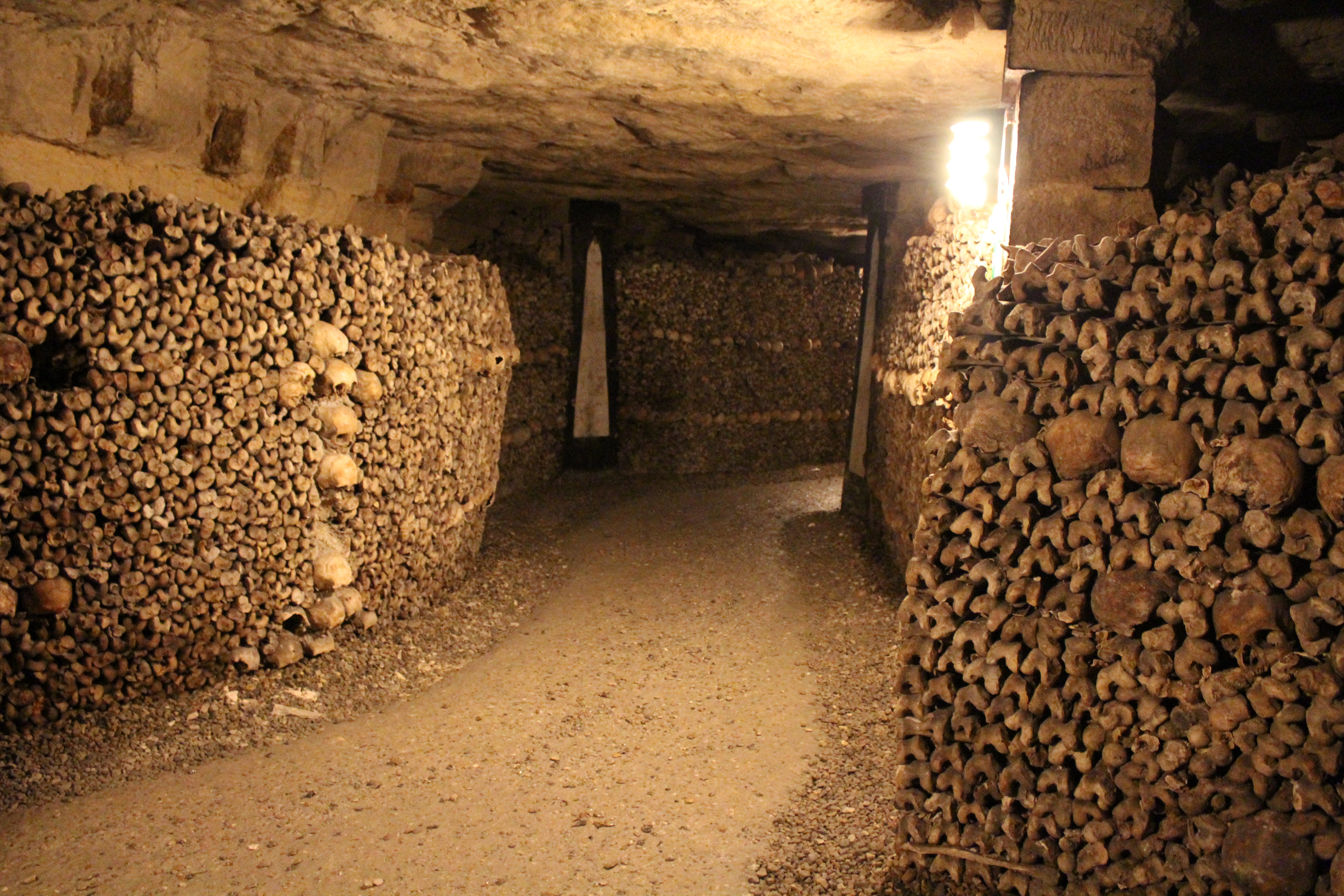
Katakumby paryskie

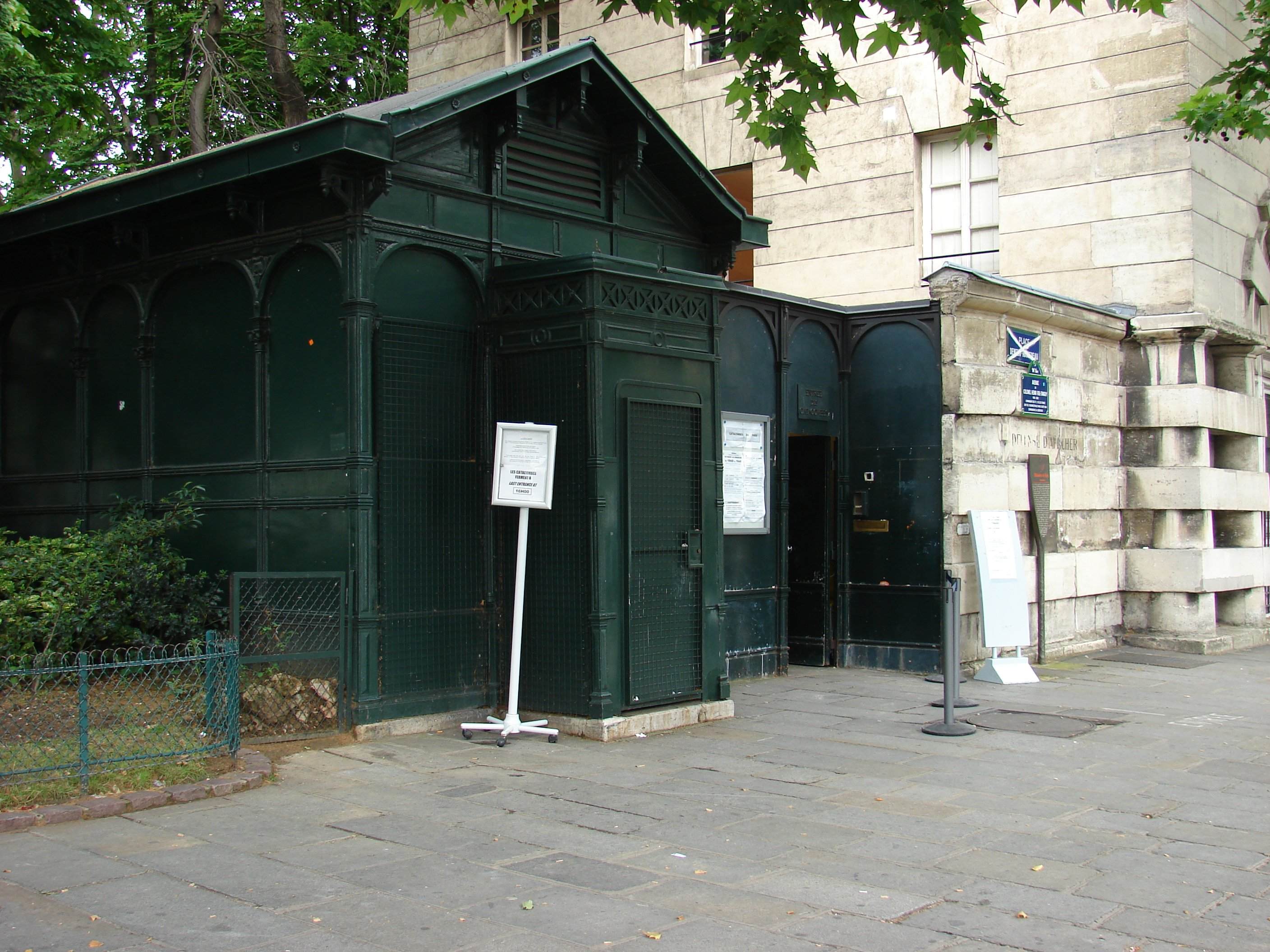
Wejście do katakumb

Katakumby paryskie (fr. Les catacombes de Paris) – sieć podziemnych korytarzy w Paryżu, w dawnych kamieniołomach Denfert-Rochereau z czasów Cesarstwa Rzymskiego. Paryskie katakumby mają długość sięgającą 50 kilometrów, a rozciągają się na obszarze około 770 hektarów i są pozostałością po kamieniołomach, z których już od czasów Cesarstwa Rzymskiego wydobywano wapień potrzebny do budowy miasta. W 1786 roku z powodów sanitarnych, chcąc uniknąć epidemii dżumy w przeludnionym mieście, król Ludwik XVI zlecił architektowi odpowiedzialnemu za renowacje tuneli znosić tu zwłoki z paryskiego cmentarza z dzielnicy Les Halles, później z innych cmentarzy paryskich. W XIX wieku utworzono pomieszczenia, które przeznaczone są dzisiaj do zwiedzania, np. Krypta Męki Pańskiej (Rotunda Piszczeli), „Grobowiec Gilberta”. Wejście znajduje się w siedzibie Urzędu Inspektora Kamieniołomów.
Tunele pokryte są licznymi graffiti z XIX wieku, świadczącymi, że miejsce to było często odwiedzane przez Paryżan. Victor Hugo, bywalec tych podziemi umieścił tu akcję swojej powieści Nędznicy. W czasie II wojny światowej katakumby były miejscem konspiracyjnych spotkań członków francuskiego ruchu oporu.
Aktualnie część katakumb jest dostępna dla turystów. Wejście do tuneli znajduje się w małym zielonym budynku przy stacji metra Denfert-Rochereau, na którą można dojechać 4 i 6 linią metra. W katakumbach można robić zdjęcia bez dodatkowej opłaty, jednak zabronione jest używanie lampy błyskowej. Trasa turystyczna ma długość 2 kilometrów.